# Atya scabra
Atya scabra är en kräftdjursart som först beskrevs av Leach 1815.  Atya scabra ingår i släktet Atya och familjen Atyidae. Inga underarter finns listade i Catalogue of Life.